# Henri Nestlé
Henri Nestlé, hasta 1839 Heinrich Nestle (Fráncfort del Meno, 10 de agosto de 1814-Montreux, 7 de julio de 1890), fue un boticario y empresario suizo nacido en Alemania, fundador de la empresa Nestlé, la mayor compañía de alimentos y bebidas del mundo, así como uno de los creadores de la leche condensada.

## Primeros años
Fue el número once de catorce hermanos del matrimonio formado por Johann Ulrich Matthias Nestle y Anna-Maria Catharina Ehemann. La familia Nestle tiene sus orígenes en el sur de Suabia (Alemania), predominantemente en la Selva Negra y Dornstetten, Freudenstadt, Mindersbach, Nagold y Sulz am Neckar,. En el dialecto suabo "Nestle" significa ‘pequeño nido de pájaro’ —el apellido Nestle existe en diferentes variantes, tales como Nästlen, Nästlin, Nestlen, Nestlin y Niestlo—.
El abuelo se había mudado de Sulzbach a Fráncfort y el padre de Nestle heredó el negocio familiar de cristalería en Töngesgasse, donde también vendía vidrio para ventanas y artículos de loza inglesa. Además era agente local de una sociedad parisina de seguros generales. El alcalde de Fráncfort, Gustav Edmund Nestle, fue su hermano. Se crio en una familia luterana, siendo educado en el cumplimiento del deber.

## Carrera
Después de la escuela se hace boticario, profesión para la que entonces no se necesitaban estudios, pero sí conocimientos de química mucho antes de que esta materia se enseñara en las universidades alemanas, y el aprendizaje lo termina probablemente hacia 1833. Años más tarde, aparece en Lausana (Suiza), donde a finales de 1839 pasa el examen de ayudante de boticario.[cita requerida]
Podría ser que haya tenido motivos políticos para emigrar al lago de Ginebra. Al igual que su familia, siendo aprendiz tuvo contactos con las principales personalidades liberales de Fráncfort, que ya en 1833 intentaron hacer una revolución contra la restauración de Metternich y que alguien le recomendara irse a Suiza, país liberal.[cita requerida]
En Vevey, cambia pronto el nombre a Henri Nestlé, a fin de adaptarse mejor a su entorno de habla francesa. En 1843, compra un inmueble industrial por 19.000 francos con el dinero que le presta una tía, donde empieza a fabricar aceite de colza y de nueces, huesos en polvo, vinagre, aguardiente y mostaza en polvo. Manda instalar una conducción de agua para producir agua mineral. Ya en 1845, se titula como "comerciante" y "químico", y cuatro años después monta un laboratorio químico en un edificio aparte. Desarrolla un gas líquido que sirve para iluminar doce farolas públicas en Vevey, como se hacía entonces en otras muchas ciudades suizas, pero no resulta un buen negocio, porque el municipio decide construir su propia fábrica de gas.[cita requerida]
Se unió en matrimonio con Anna Clémentine Thérèse Ehmant, el 23 de mayo de 1860.[cita requerida]
En 1867, Nestlé desarrolla un compuesto llamado farine lactée, una mezcla de leche de vaca condensada en vacío con azúcar hasta que tuviera la densidad de la miel. Mezclaba la harina de trigo con la leche concentrada y la dejaba secar, añadiendo después bicarbonato potásico. El mérito de Nestlé consiste en haber empleado procedimientos ya descubiertos, como los del químico alemán Justus von Liebig, el químico francés J. A. Barral y los conocimientos del físico inglés Isaac Newton sobre la condensación. La harina para bebés supuso una revolución, pues solucionaba el problema del abastecimiento de leche fresca para bebés y niños pequeños, así como ancianos y enfermos en las ciudades, y fue decisiva para combatir la mortalidad infantil, que tanto había aumentado con la industrialización. Uno de sus éxitos fue eliminar el ácido y el almidón de esta mezcla. Nestlé conoció la fama cuando su preparado salvó la vida a un bebé prematuro, cuya madre se hallaba gravemente enferma después del parto. Se lo trajo a casa, le dio de comer su producto y el recién nacido se recuperó enseguida. Poco después fundó una nueva empresa y encargó las máquinas que necesitaba para la fabricación. Al cabo de un año, podía producir 360.000 latas anuales del producto, y después de tres años tuvo que hacer una ampliación.[cita requerida]

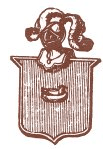
Escudo de Henri Nestlé y primer logo de su empresa, en 1867.

La compañía Nestlé, S. A. nació gracias a Henri Nestlé, quien adoptó su propio escudo de familia y apellido Nestlé ("nido pequeño"). De esta manera, su apellido se convirtió en la marca y el logotipo de su alimento infantil.[cita requerida]
En 1868 abrió una oficina en Londres y pasados cinco años estaba exportando su producto a Australia y Sudamérica. En 1874 vendió la compañía a Jules Monnerat por un millón de francos y ya no volvió a tener contacto con ella hasta su muerte, el 7 de julio de 1890.[cita requerida]
Nestlé es la compañía de alimentos y bebidas más grande del mundo. Cuenta con más de 2,000 marcas que van desde íconos mundiales hasta favoritos locales; la harina para niños se vende hoy en día en 191 países alrededor del globo, la empresa da trabajo a más de 300.000 personas y las ventas se calculan en más de 100.000 millones de francos al año.[cita requerida]